# ويكيبيديا الفاروية
ويكيبيديا الفاروية هي الإصدار باللغة الفاروية من موسوعة ويكيبيديا ضمن مشروع ويكيميديا، تاريخ إطلاقها كان في 30 مايو 2004، ذات نظام كتابة لاتينية ورمز كود ويكيبيدي معرَّف ب (fo).
وهي لغة الفارو (føroyskt) المستخدمة في جزر فارو. وهي لغة جرمانية شمالية، وغرب نوردية أو إسكندنافية. عدد متحدثيها 48 ألف نسمة في جزر فارو، بالإضافة إلى سكان الدانمارك الذين تعود أصولهم إلى جزر فارو، وعددهم 12 ألف نسمة. وهي واحدة من ثلاث لغات شمالية جرمانية (إسكندنافية) تنحدر من اللغة النوردية القديمة المستخدمة في إسكندنافيا في زمن الفايكينج، إلى جانب اللغة الآيسلندية ولغة نورن (المنقرضة) اللتين تعتبران واضحتين بالنسبة لمتحدثي اللغة الفاروية.

## أرقام وإحصاءات
إلى غاية 5 مارس 2015، كانت تضم 11039 مقالا و11952 مستخدما مسجلا.
وإلى حدود إحصاءات 20 نونبر 2015، سجلت ويكيبدبا الفاروية حسب ت بيانا موقع مشروع ويكيمديا حوالي 11,505 مقالة، و342,869 تعديلا و 13,468 مستخدما مسجلا، بينهم 49 مستخدما نشيطا في الشهر الأخير، وثلاثة إداريين، وتم تحمبل 140 صورة، وتحتل المرتبة 39 من حيث العمق.
| عدد المستخدمين المسجلين | عدد المستخدمين النشيطين | عدد المقالات | صفحات المحتوى | عدد التعديلات | عدد الملفات المرفوعة | عدد الإداريين |
| ----------------------- | ----------------------- | ------------ | ------------- | ------------- | -------------------- | ------------- |
| 32٬351                  | 44                      | 14٬165       | 41٬030        | 384٬160       | 0                    | 3             |